# 평동로 (익산 완주)
평동로(Pyeongdong-ro)는 전북특별자치도 익산시 오산면에서 완주군 삼례읍 삼례교차로까지 연결하는 도로아다.

## 주요 경유지
전북특별자치도
- 익산시 (오산면. 평화동. 인화동. 동산동) - 완주군 (삼례읍)

## 노선경로
| 이름          | 접속 노선                      | 소재지        | 소재지        | 비고          |
| 오산로와 직결 | 오산로와 직결                  | 오산로와 직결 | 오산로와 직결 | 오산로와 직결 |
| ------------- | ------------------------------ | ------------- | ------------- | ------------- |
| (이름없음)    | 오산로                         | 익산시        | 오산면        |               |
| 평화사거리    | 익산대로                       | 익산시        | 평화동        |               |
| 인화사거리    | 인북로                         | 익산시        | 인화동        |               |
| 등기소사거리  | 주현로 목천로13길              | 익산시        | 인화동        |               |
| 동익산사거라  | 서동로                         | 익산시        | 인화동        |               |
| 동산교        |                                | 익산시        | 옥산동        |               |
| 신기교        |                                | 익산시        | 옥산동        |               |
|               | 동산동                         | 익산시        |               |               |
| 금강 교차로   | 하나로 춘포로                  | 익산시        |               |               |
| 금강교        |                                | 익산시        |               |               |
|               | 춘포면                         | 익산시        |               |               |
| 신평 교차로   | 덕실1길                        | 익산시        |               |               |
| 덕실 교차로   | 춘포로 덕실길                  | 익산시        |               |               |
| 춘포 교차로   | 춘포3길                        | 익산시        |               |               |
| 춘포철육교    |                                | 익산시        |               |               |
| 용연 교차로   | 춘포로                         | 익산시        |               |               |
| 익산교        |                                | 익산시        |               |               |
| 중해전 교차로 | 해전1길                        | 완주군        | 삼례읍        |               |
| 해전 교차로   | 국도 제1호선 (호남로) 삼례역로 | 완주군        | 삼례읍        |               |
| 후상교        |                                | 완주군        | 삼례읍        |               |
| 대명육교      |                                | 완주군        | 삼례읍        |               |
| 비비정 교차로 | 충혼길 비비정길                | 완주군        | 삼례읍        |               |
| 마천교        |                                | 완주군        | 삼례읍        |               |
| 삼례 교차로   | 삼례로                         | 완주군        | 삼례읍        |               |

## 주요 건물 및 시설
- 오산파출소 (전북특별자치도 익산시 오산면 평동로 302)
- 익산오산우체국 (전북특별자치도 익산시 오산면 평동로 313)
- 오산면 행정복지센터 (전북특별자치도 익산시 오산면 평동로 323)
- SK에너지 송학LPG충전소 (전북특별자치도 익산시 송학동 평동로 382)
- 한국농업기술진흥원  (전북특별자치도 익산시 송학동 평동로 382)
- GS칼텍스 제일주유소 (전북특별자치도 익산시 송학동 평동로 495)
- CU 익산평화점 (전북특별자치도 익산시 송학동 평동로 545)
- CU 익산인화점 (전북특별자치도 익산시 인화동 평동로 610)
- 농협 익산원예농협 인화동지점 (전북특별자치도 익산시 인화동 평동로 649)
- 농협 익산농협 동아리지점 (전북특별자치도 익산시 인화동 평동로 667)
- 농협 익산농협 하나로마트 (전북특별자치도 익산시 인화동 평동로 698)
- 농협 익산농협 본점 (전북특별자치도 익산시 인화동 평동로 698)
- 이마트 익산점 (전북특별자치도 익산시 동산동 평동로 705)
- GS칼텍스 정품주유소 (전북특별자치도 익산시 동산동 평동로 710)
- 스타벅스 익산동산DT점 (전북특별자치도 익산시 동산동 평동로 722)
- 새마을금고 인화새마을금고 동산지점 (전북특별자치도 익산시 동산동 평동로 727)
- 농협 익산농협 동산지점 (전북특별자치도 익산시 동산동 평동로 740)
- CU 익산동산쉼터점 (전북특별자치도 익산시 동산동 평동로 804)
- GS칼텍스 동산충전소 (전북특별자치도 익산시 동산동 평동로 854)